# Yōsuke Etō
Yōsuke Etō (jap. 江遠要甫 Etō Yōsuke; ur. 10 maja 1934 w Iiyamie) – japoński kombinator norweski i skoczek narciarski, uczestnik Zimowych Igrzysk Olimpijskich 1960 i 1964.
Na mistrzostwach świata w narciarstwie klasycznym w 1958 w Lahti zajął 42. miejsce w konkursie skoków. W 1962 w konkursie o mistrzostwo świata w skokach na obiekcie K-90 zajął 30. miejsce.
Wziął także udział w konkursie skoków na igrzyskach w 1960 i zajął 25. miejsce. W kombinacji norweskiej na tych samych igrzyskach był trzeci po skokach i piętnasty w klasyfikacji łącznej. Wziął udział także w kolejnych igrzyskach w 1964. W konkursach skoków zajął 27. miejsce na skoczni normalnej i 44. na obiekcie dużym.
W 1962 w Villars zdobył srebrny medal zimowej uniwersjady w konkursie skoków. Przegrał wówczas tylko z innym reprezentantem Japonii, Shigeyuki Wakasą.

## Osiągnięcia

### Igrzyska olimpijskie (kombinacja norweska)
| Igrzyska           | Data              | Konkurs | Skok 1    | Skok 1 | Skok 2    | Skok 2 | Skok 3    | Skok 3 | Nota  | Wynik łączny | Miejsce | Strata | Zwycięzca   | Źródło |
| Igrzyska           | Data              | Konkurs | Odległość | Nota   | Odległość | Nota   | Odległość | Nota   | Nota  | Wynik łączny | Miejsce | Strata | Zwycięzca   | Źródło |
| ------------------ | ----------------- | ------- | --------- | ------ | --------- | ------ | --------- | ------ | ----- | ------------ | ------- | ------ | ----------- | ------ |
| 1960, Squaw Valley | 21-22 lutego 1960 | ind.    | 62,0      | 106,0  | 62,5      | 101,5  | 68,0      | 112,5  | 218,5 | 429,984      | 27,968  | -      | Georg Thoma | [ 5 ]  |

### Igrzyska olimpijskie (skoki narciarskie)
| Igrzyska           | Data             | Skocznia | Konkurs | Skok 1    | Skok 1 | Skok 2    | Skok 2 | Skok 3    | Skok 3 | Nota łączna | Miejsce | Strata | Zwycięzca        | Źródło |
| Igrzyska           | Data             | Skocznia | Konkurs | Odległość | Nota   | Odległość | Nota   | Odległość | Nota   | Nota łączna | Miejsce | Strata | Zwycięzca        | Źródło |
| ------------------ | ---------------- | -------- | ------- | --------- | ------ | --------- | ------ | --------- | ------ | ----------- | ------- | ------ | ---------------- | ------ |
| 1960, Squaw Valley | 28 lutego 1960   | normalna | ind.    | 85,5      | 102,2  | 72,5      | 95,5   | -         | -      | 197,7       | 25.     | 29,5   | Helmut Recknagel | [ 6 ]  |
| 1964, Innsbruck    | 31 stycznia 1964 | normalna | ind.    | 69,5      | 94,2   | 72,0      | 98,4   | 73,0      | 100,0  | 198,4       | 27.     | 31,5   | Veikko Kankkonen | [ 7 ]  |
| 1964, Innsbruck    | 9 lutego 1964    | duża     | ind.    | 80,0      | 91,4   | 73,0      | 83,9   | 70,0      | 86,4   | 177,8       | 44.     | 52,9   | Toralf Engan     | [ 8 ]  |

### Mistrzostwa świata (skoki narciarskie)
| Mistrzostwa    | Data           | Skocznia | Konkurs | Skok 1    | Skok 1 | Skok 2    | Skok 2 | Skok 3    | Skok 3 | Nota łączna | Miejsce | Strata | Zwycięzca        | Źródło |
| Mistrzostwa    | Data           | Skocznia | Konkurs | Odległość | Nota   | Odległość | Nota   | Odległość | Nota   | Nota łączna | Miejsce | Strata | Zwycięzca        | Źródło |
| -------------- | -------------- | -------- | ------- | --------- | ------ | --------- | ------ | --------- | ------ | ----------- | ------- | ------ | ---------------- | ------ |
| 1958, Lahti    | 9 marca 1958   | normalna | ind.    | 58,5      |        | 56,5      |        | -         | -      | 181,0       | 42.     | 43,5   | Juhani Kärkinen  | [ 9 ]  |
| 1962, Zakopane | 25 lutego 1962 | duża     | ind.    | 86,5      | 99,4   | 87,5      | 99,9   | 91,0      | 90,9   | 199,3       | 30.     | 42,1   | Helmut Recknagel | [ 2 ]  |